# José Jover
José Jover, né à Toulon en 1954, est un dessinateur et scénariste de bande dessinée français.

## Biographie

### Débuts
José Jover, originaire de Toulon dont il a eu la médaille de la ville[réf. nécessaire], est entré sur concours à l’École nationale supérieure des beaux-arts de Paris, en 1975. En 1981, à la fin de ses études, il devient professionnel dans la bande dessinée en publiant pour la presse jeunesse et adulte : Phosphore, Pif Gadget, Virgule, Charlie Mensuel, Zoulou, Circus, Actuel, Viper… 

### Le monde de la BD
Il intervient depuis 23 ans en tant qu'auteur dans des ateliers d’initiation à la narration BD, pour différents organismes tels que des comités d’entreprise (CCAS, EDF, GDF, SNCF, Renault, CCE BNP-Paribas, RATP…) et de grandes associations telle que la Croix Rouge française ou encore dans les prisons, les hôpitaux, des Médiathèques. Au fil des années, il a travaillé dans tous les domaines graphiques et créé les éditions Tartamudo en 1999. José Jover a également publié des albums chez Glénat et chez Futuropolis, des livres Jeunesse chez Hachette et Syros.Il a réalisé des affiches pour l'association SOS Racisme et il a été exposé, en 1985, au Centre national d'art et de culture Georges-Pompidou avec des tableaux dans la ligne dite de la Figuration Libre[réf. souhaitée].

### Les éditions Tartamudo
En 1999, comme auteur-illustrateur, il décide de créer une maison d’édition indépendante  pour  publier des albums jeunesse et de la bande dessinée.

## Publications

### Bande dessinée
Tartamudo
- La vie privée des monstres (Avec André Igwal) - 1996
- Salséro et Hollywood Land - 1999
- Mon album de l'immigration en France[6] (Collectif) - 2001
- Les folles années de l'intégration, Aziz Bricolo (Avec Larbi Mechkour et Farid Boudjellal) - 2004
- Fictionnettes (Avec André Igwal) - 2005
- Le miroir des Templiers (Avec Jef Martinez et Vinz el Tabanas)
  1. New Paris - 2008
  2. Cadavre de chèvre - 2013

Novel Press
- Les Meufs (Avec Steven Gabaglio, Adriano et Giuseppe Montanari)
  1. Lily, Julie, Ula et les autres - 1988
  2. La fille à la valise - 1988
- Trip en orient (Avec Giorgi et Giuseppe Dalla Santa) - 1987

Glénat
- Sale temps - 1983

### Livre jeunesse
Hachette Jeunesse
- Caïus et le gladiateur (Avec Henry Winterfeld) - 1992
- L'affaire Caïus (Avec Henry Winterfeld) - 1996